# Али Мохамед, Абдуллах
Абдаллах Али Мохамед (ком. Abdallah Ali Mohamed; род. 11 апреля 1999, Морони) — коморский футболист, правый защитник швейцарского клуба «Лозанна Уши» и сборной Комор.

## Клубная карьера
С 13 лет Али Мохамед занимался футболом в молодёжной академии клуба «Олимпик Марсель». В 2017-2019 годах он играл за резервную команду клуба в Насьонале 2.
В течение сезона 2020/2021 коморец на правах аренды находился в бельгийском клубе «Зюлте-Варегем», но на поле в официальных матчах не появлялся.
3 июля 2021 года Али Мохамед подписал контракт с швейцарским клубом «Стад Лозанна Уши». В сезонах 2021/2022 и 2022/2023 он регулярно играл за команду в швейцарской Челлендж-лиге. В 2023 году «Стад Лозанна Уши» вышла в швейцарскую Суперлигу. 26 июля 2023 года коморец дебютировал в главной швейцарской лиге, выйдя на замену во втором тайме домашнего матча с «Лугано».

## Карьера в сборной
4 июня 2017 года Али Мохамед дебютировал за сборную Комор, выйдя на замену во втором тайме гостевого товарищеского матча с командой Того. 25 марта 2022 года он забил свой первый гол за национальную команду, отметившись на 67-й минуте домашнего товарищеского матча с Эфиопией.
Али Мохамед был включён в состав сборной Комор на Кубок африканских наций 2021 года. Там он выходил на поле во всех четырёх матчах своей команды. Там он появился на поле лишь в одной игре, выйдя на замену в начале второго тайма матча 1/8 финала против Камеруна.